# Kurîlivka, Lebedîn
Kurîlivka (în ucraineană Курилівка) este un sat în comuna Reabușkî din raionul Lebedîn, regiunea Sumî, Ucraina.

## Demografie
Componența lingvistică a localității Kurîlivka
     Ucraineană (96,33%)
     Rusă (3,67%)
Conform recensământului din 2001, majoritatea populației localității Kurîlivka era vorbitoare de ucraineană (96,33%), existând în minoritate și vorbitori de rusă (3,67%).